# 丰源店乡
丰源店乡，是中华人民共和国河北省张家口沽源县下辖的一个乡镇级行政单位。

## 行政区划
丰源店乡下辖以下地区：
丰源店村、三道沟村、蒙古营村、扇子沟村、三间房村、阳坡村、大营子村、兴顺店村、盘道沟村、太平沟村、二道沟村、干水河村、平头梁村和老掌沟村。